# Tháp giáo đường Hồi giáo
Tháp giáo đường (tiếng Thổ Nhĩ Kỳ: minare, tiếng Ả Rập manāra (ngọn hải đăng) منارة, hay مئذنة) là đặc trưng kiến trúc các thánh đường Hồi giáo của Hồi giáo, nói chung chúng là những tháp cao với mái vòm hình nón hoặc củ hành. Các tháp thường đứng riêng lẻ hay cao hơn hẳn những công trình kết cấu xung quanh; kiến trúc cơ bản gồm đế, thân và đỉnh tháp. Kiểu kiến trúc tháp giáo đường thay đổi theo khu vực và thời kỳ. Tháp giáo đường thường là nơi cầu nguyện của các tín đồ (adhan).

## Chức năng
Mục đích của các tháp trong kiến trúc truyền thống là để thông gió trong khí hậu nóng bức. Tháp có các cửa sổ lớn để đón không khí mát đi vào, và trần của mái vòm có thể chứa và giải thoát không khí nóng ra ngoài thông qua cupola. Trong các thánh đường Hồi giáo, việc adhan được gọi từ một giáo sĩ en:Muezzin thông qua hệ thống loa đặt trên tháp.

### Hình ảnh

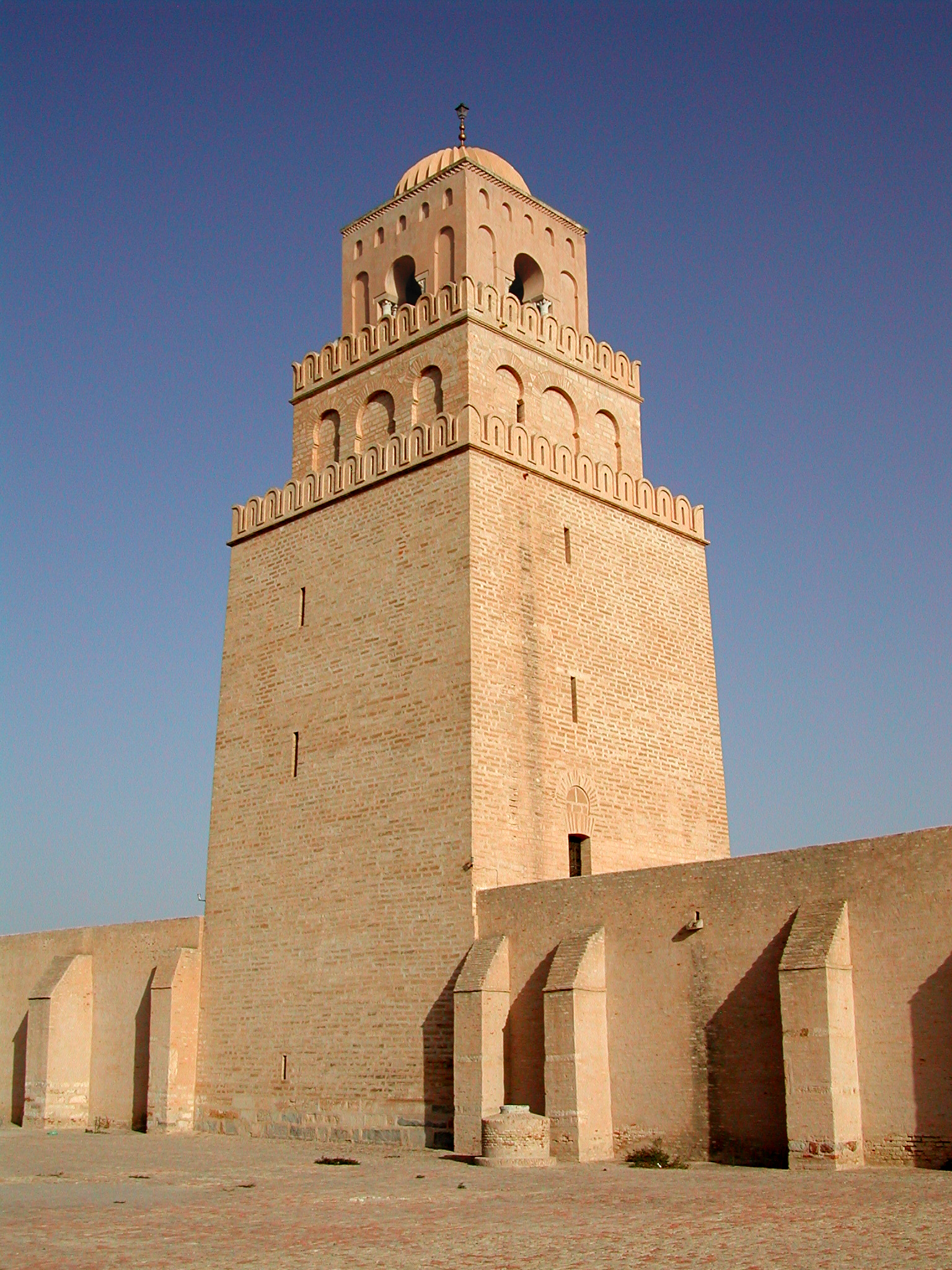
Tháp của Nhà thờ Hồi giáo Uqba còn được gọi là Đại Thánh đường Kairouan, ở Kairouan, Tunisia, thế kỷ 8-9
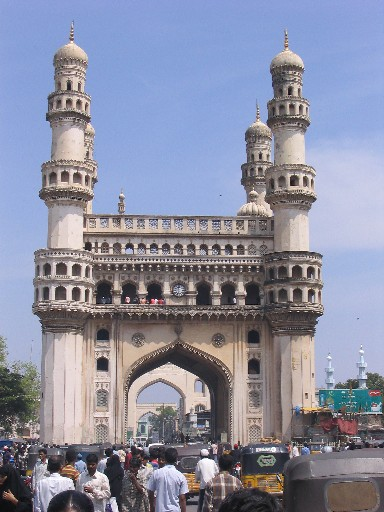
Charminar tại Hyderabad, Ấn Độ
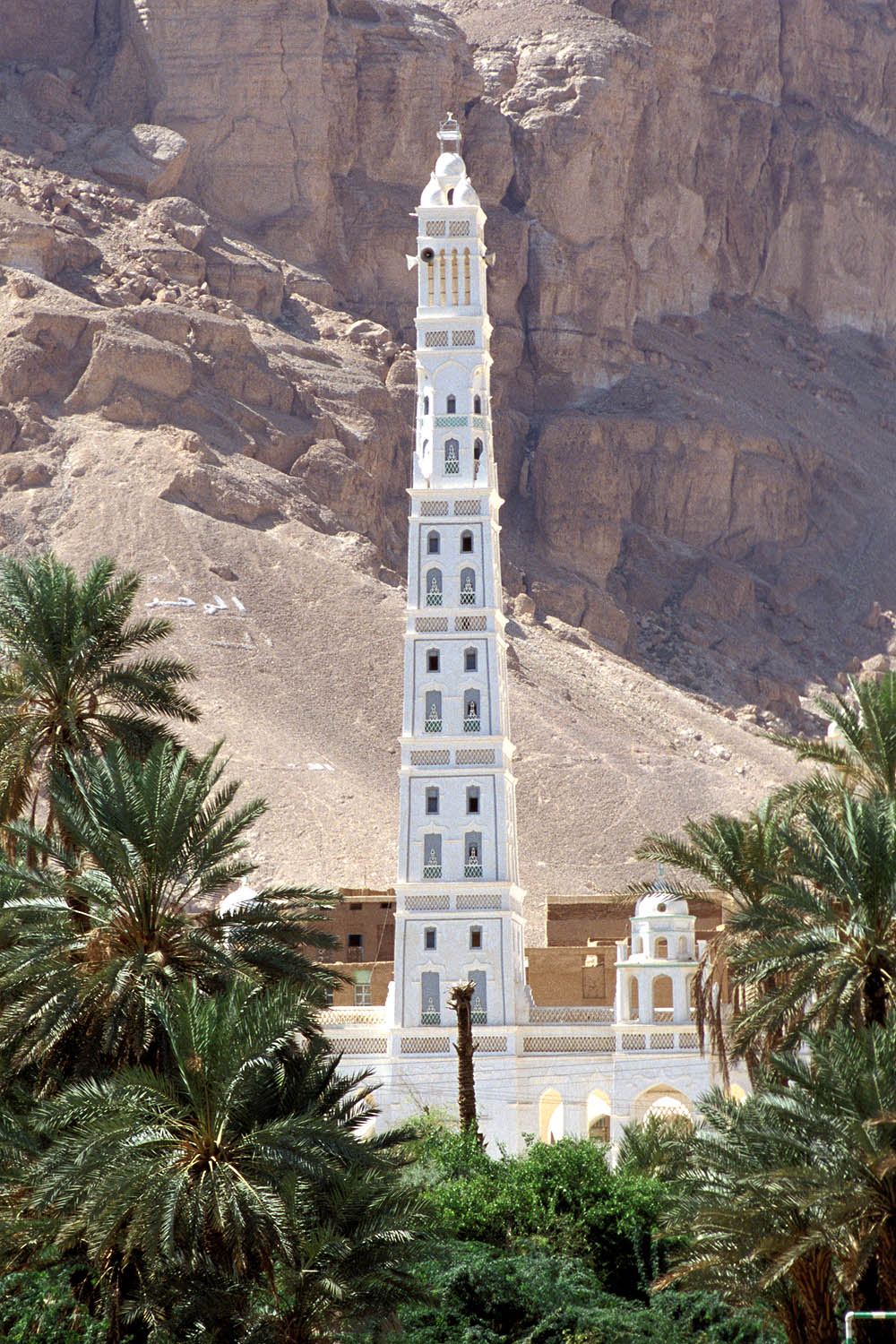
Tháp nhỏ của nhà thờ Hồi giáo Al Muhdhar ở Tarim, Yemen
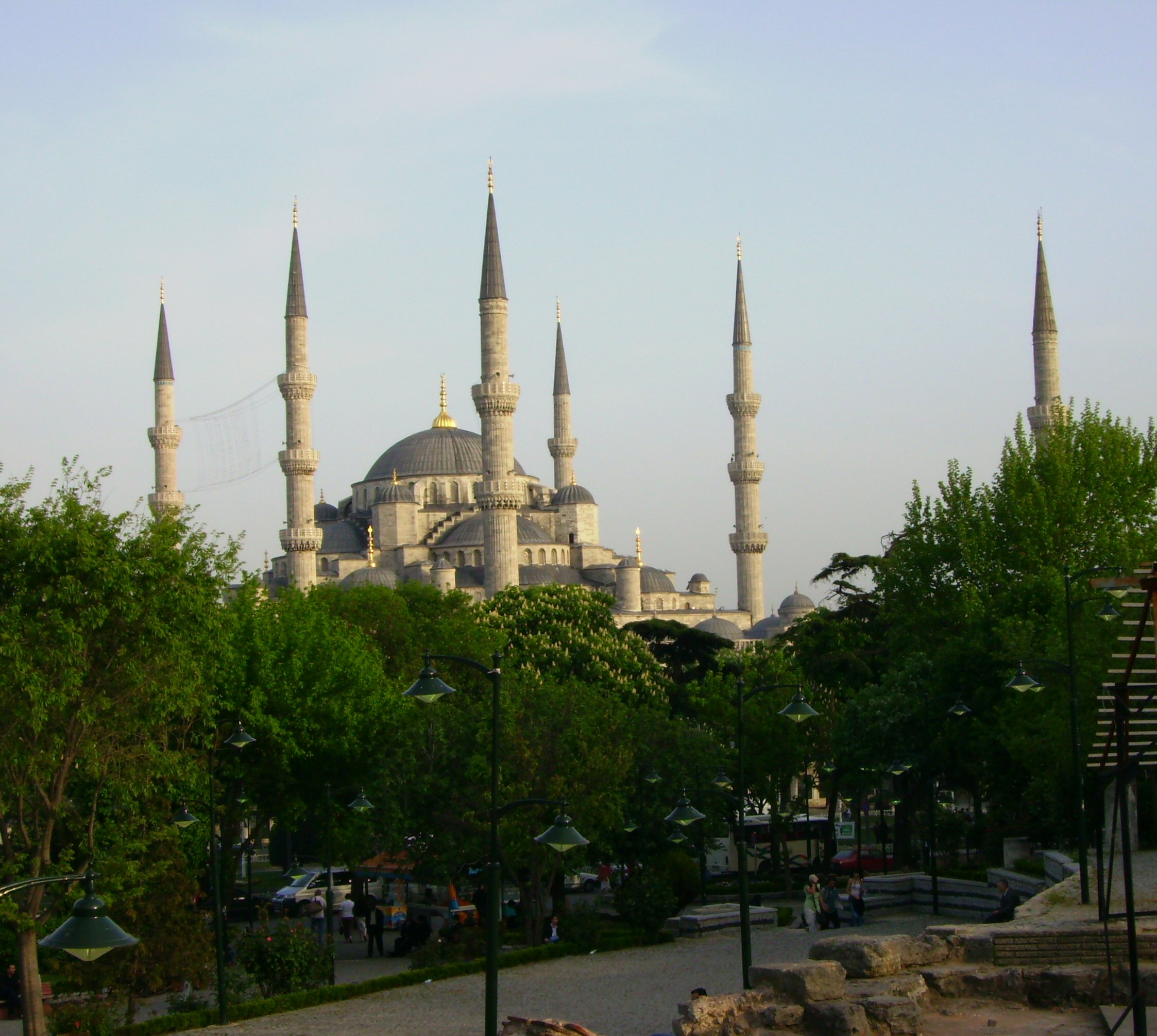
Sáu Nhà thờ Hồi giáo Xanh có tháp hay Nhà thờ Hồi giáo Sultan Ahmed tại Istanbul, Thổ Nhĩ Kỳ.
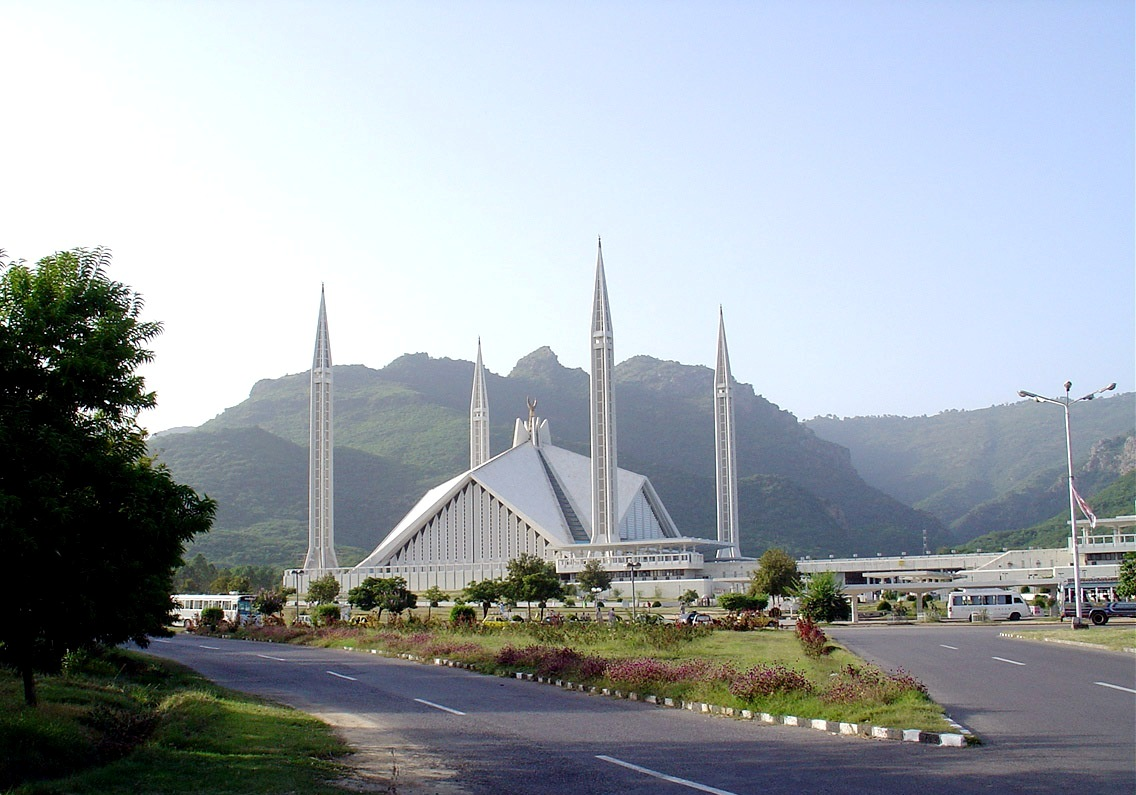
Tháp Nhà thờ Hồi giáo Faisal, Islamabad, Pakistan
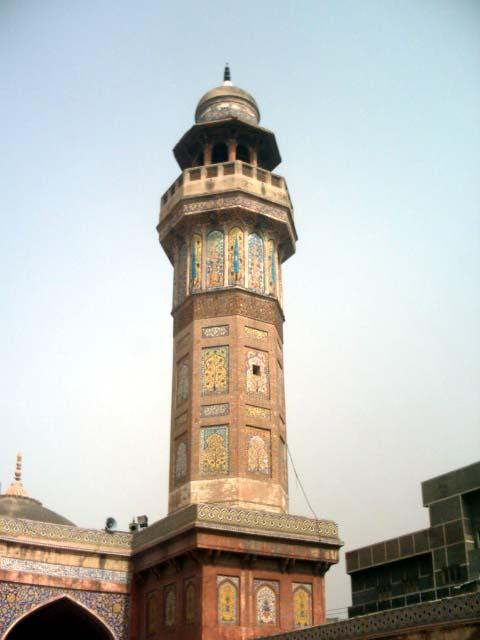
Tháp nhỏ của Nhà thờ Hồi giáo Wazir Khan ở Lahore, Pakistan
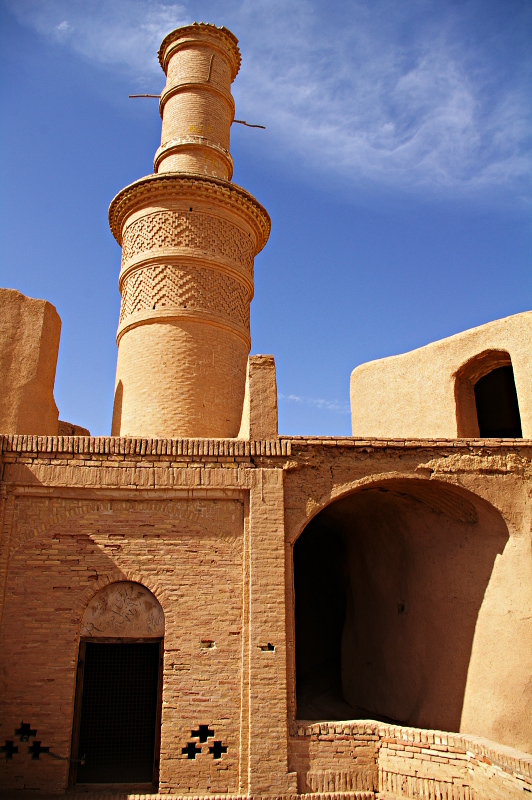
Tháp gạch sống cũ ở Kharanagh, Iran
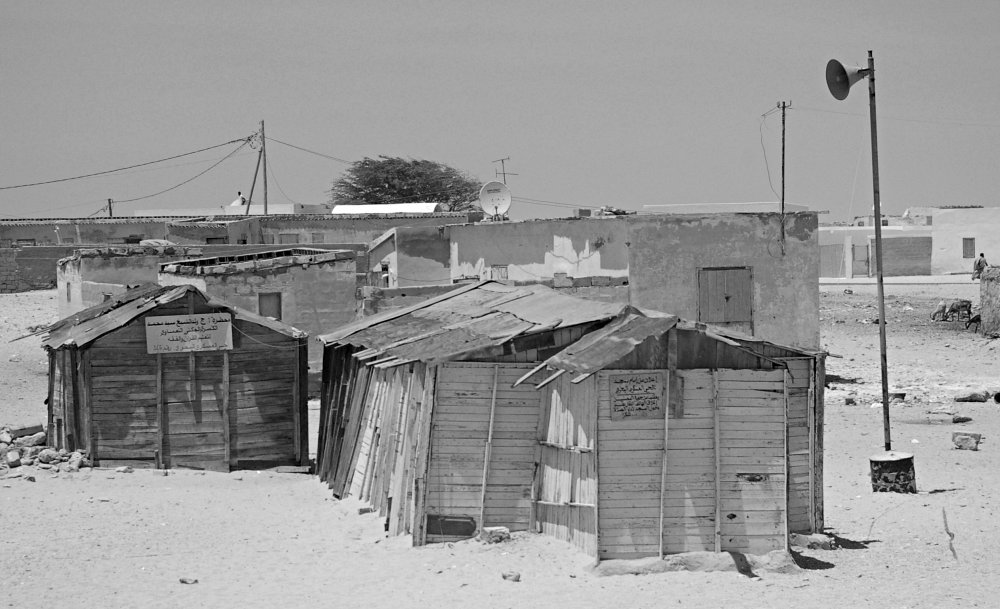
Cây cột gỗ đơn giản được sử dụng làm tháp ở Nouadhibou, Mauritanie
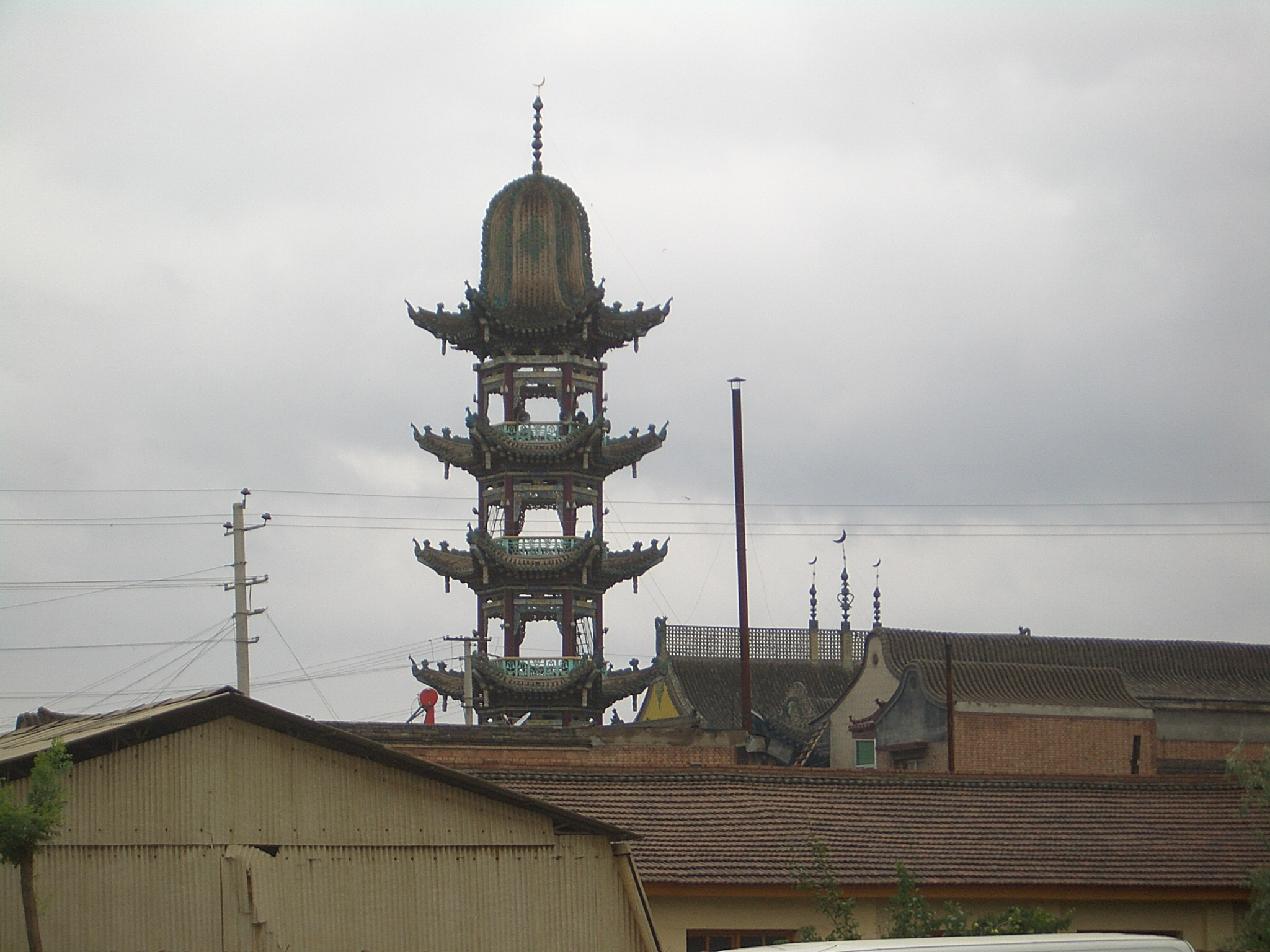
Một ngọn tháp ở Lâm Hạ, điển hình của nhà thờ Hồi giáo thị trấn nhỏ ở Cam Túc, Trung Quốc
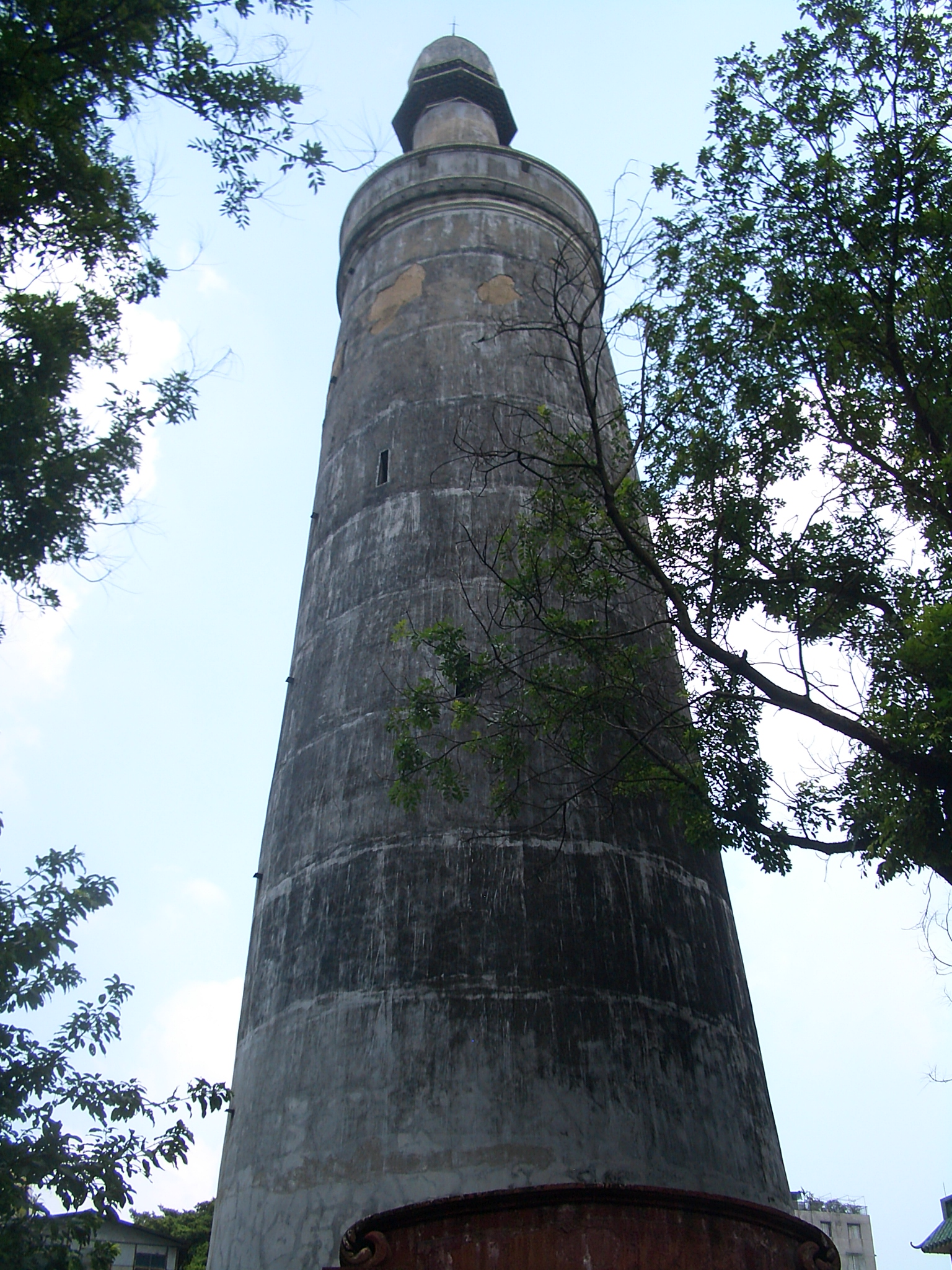
"Tháp trần" của Nhà thờ Hồi giáo Quảng Châu, Quảng Châu, Trung Quốc
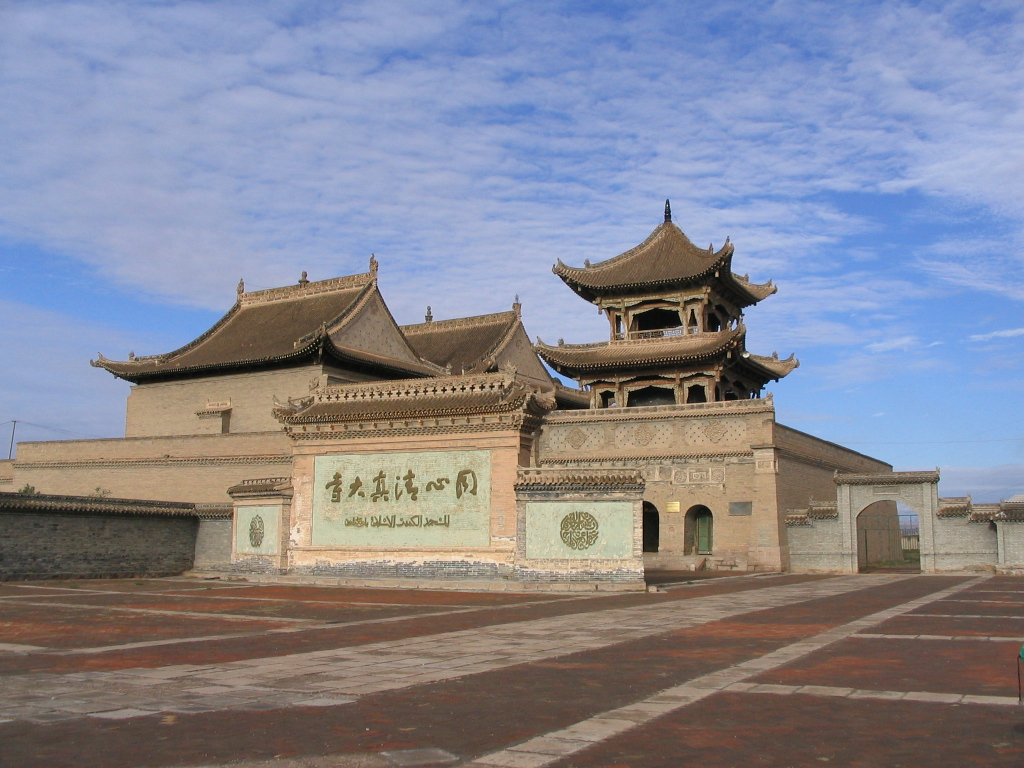
Tháp kiểu Trung Quốc của Nhà thờ Hồi giáo Đồng Tâm, Ninh Hạ, Trung Quốc
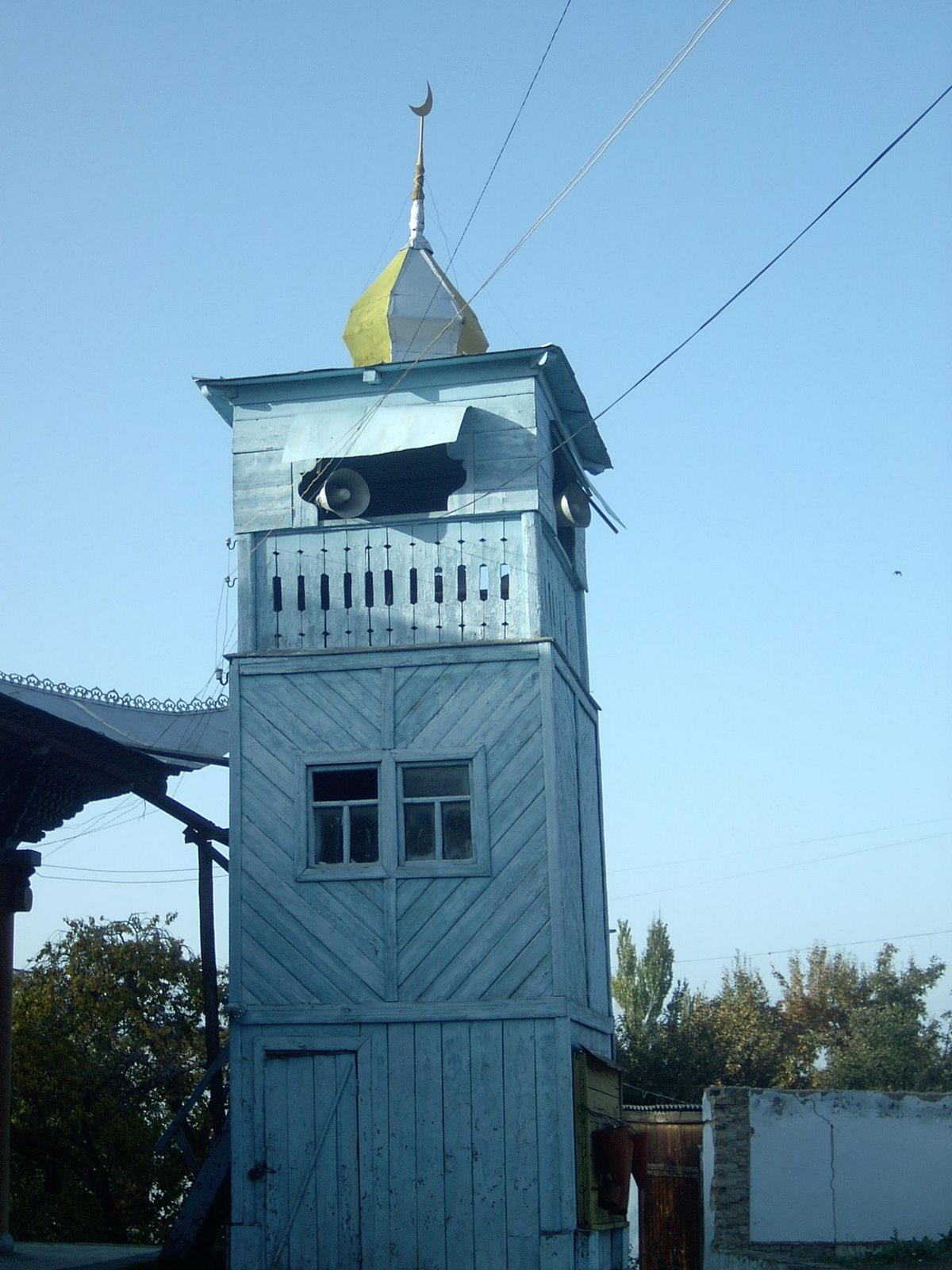
Tháp gỗ của Nhà thờ Hồi giáo Dungan ở Karakol, Kyrgyzstan
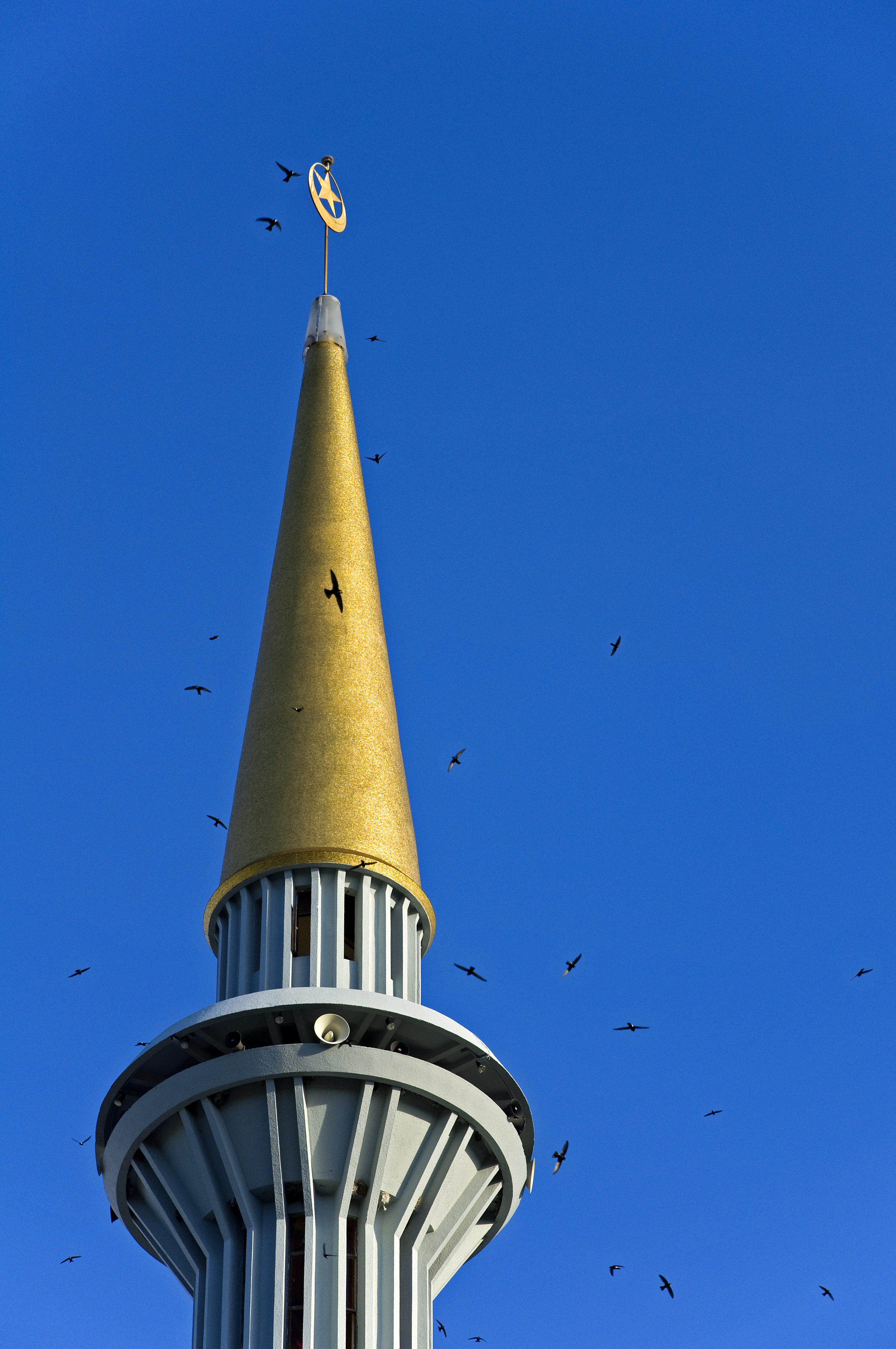
Tháp Nhà thờ Hồi giáo bang Sabah ở Kota Kinabalu, Malaysia (Borneo).
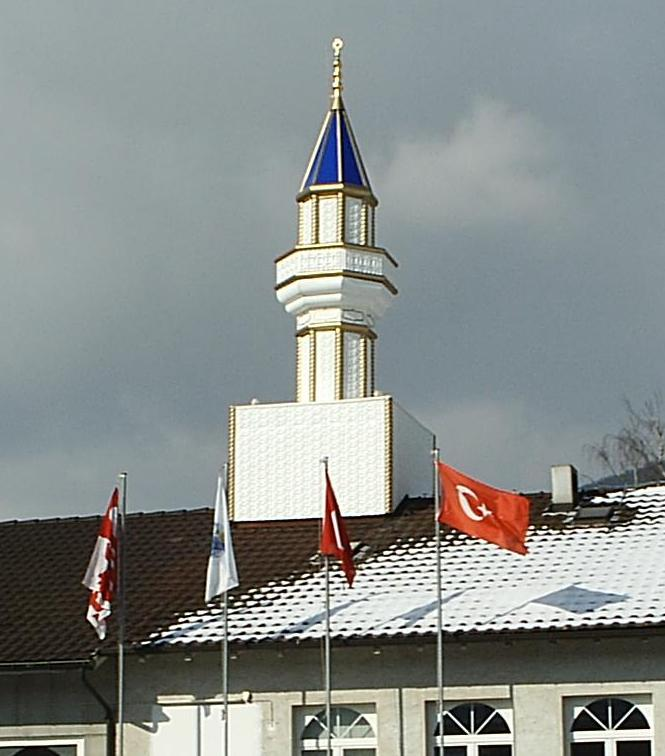
Tháp ở Wangen bei Olten, Thụy Sĩ.
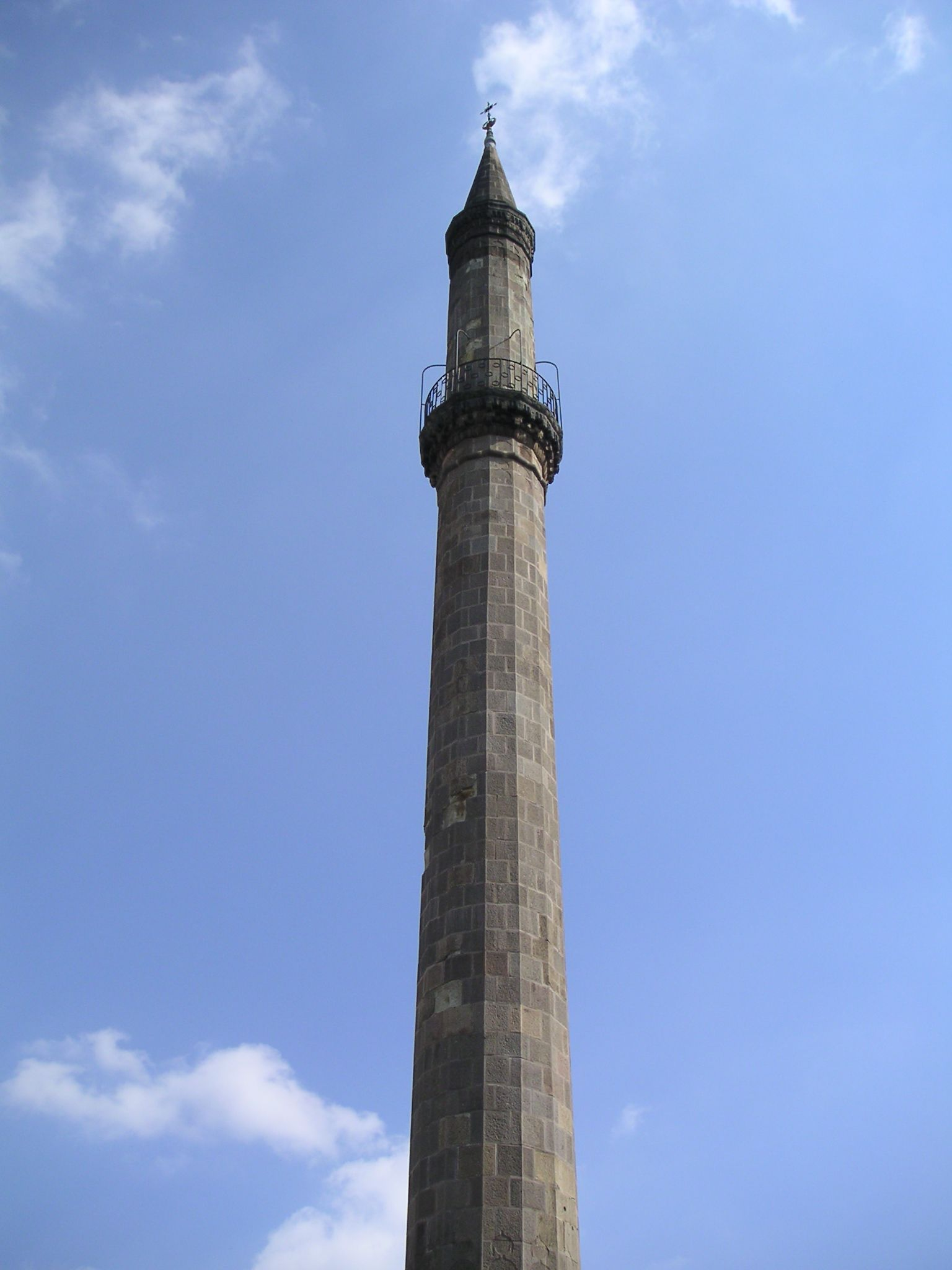
Tháp ở Eger, Hungary, phía bắc bên trái nhất từ thời Ottoman.
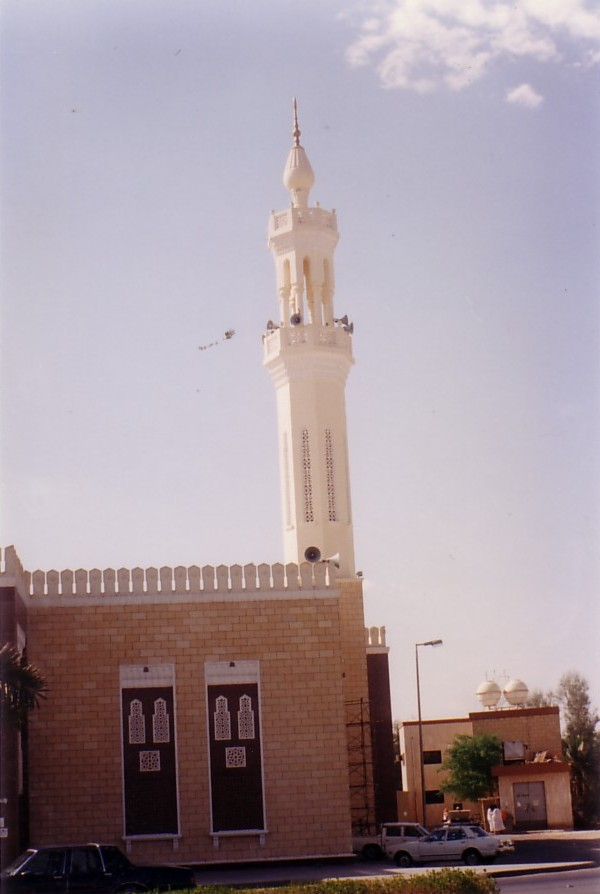
Tháp nhỏ tại nhà thờ Hồi giáo ở Riyadh, Ả Rập Xê Út.
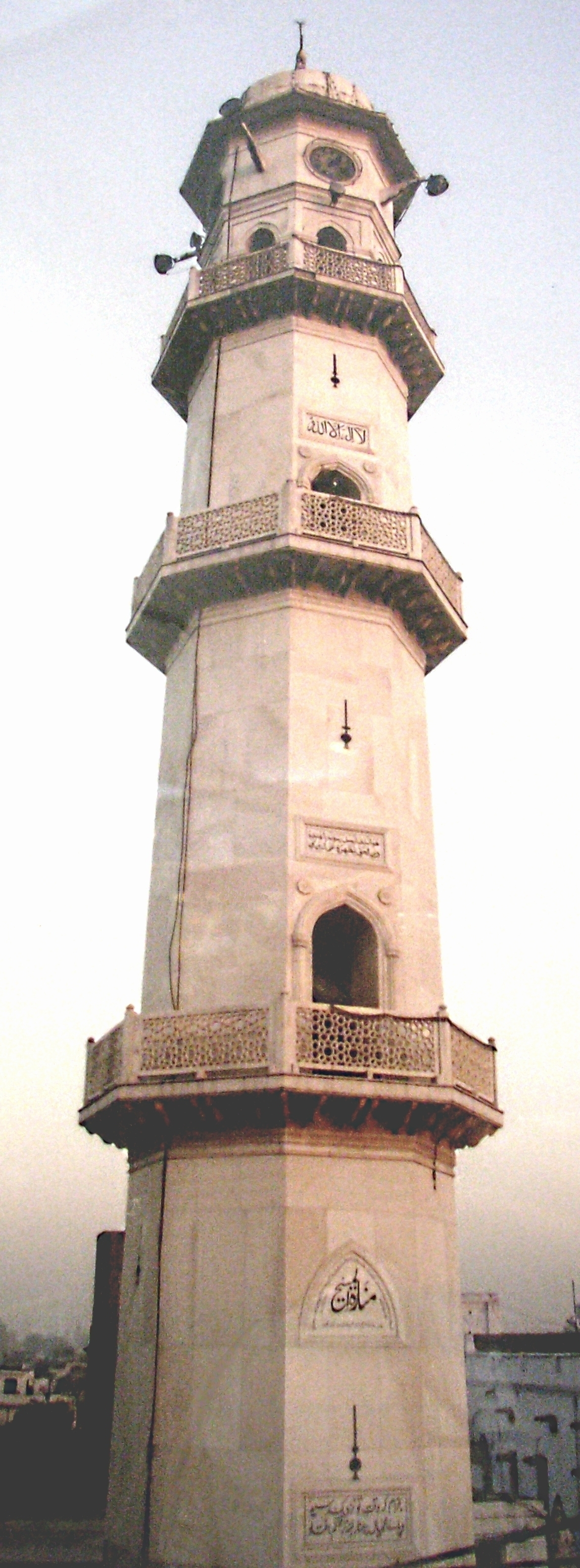
Tháp trắng ở Qadian, Ấn Độ.